# Río Kavalerka
El río Kalaverka (del ruso: Кавале́рка) es un río del óblast de Rostov y el krai de Krasnodar, en el sur de Rusia, afluente por la derecha del río Yeya.

## Curso
En sus 78 km de longitud discurre predominantemente en dirección al oeste y en su curso inferior al noroeste. Tiene una cuenca de 695 km². Nace en Shaumiánovski, en el raión de Yegorlykskaya, y en su curso atraviesa Kavalerski y seguidamente recibe por la derecha un pequeño afluente el Lobova Balka, en el que se encuentra la localidad de Lobova Balka. Un poco más adelante recibe también por la derecha al río Grúzskaya. Siguiendo su curso al noroeste, deja a la derecha Nº6 ZAO Novosergíevskoye antes de desembocar en el Yeya entre Kisliakovskaya y Novoivánovskoye.